# Euphorbia gumaroi
Euphorbia gumaroi là một loài thực vật có hoa trong họ Đại kích. Loài này được J.Meyrán mô tả khoa học đầu tiên năm 2000.